# Глибочки рејон
Глибочки рејон (блр. Глыбоцкі раён; рус. Глубокский район) административна је јединица другог нивоа у западном делу Витепске области на северозападу Републике Белорусије.
Административни центар рејона је град Глибокаје.

## Географија
Глибочки рејон обухвата територију површине 1.759,58 км² и на 12. месту је по површини међу рејонима Витепске области. Граничи се са Шаркавшчинским и Мјорским рејон на северу, Паставским на западу, Докшичким на југу и Ушачким и Полацким на истоку.
Највећи делови области су равничарског типа, док су нешто издигнутији централни и јужни делови. Територија рејона је благо нагета од југа ка северу. Око 55% површине обухвата подручје Свенцјанског побрђа које се протеже преко централног дела рејона, од југозапада ка североистоку. На северу и северозападу налази се низијсако и местимично замочварено подручје уз реку Дисну, док је на југоистоку Горњоберезинска равница. Највиша тачка лежи на надморској висини од 226,4 метра, док је најнижа тачка на 130 метара.
Просечне јануарске температуре ваздуха имају вредност од око -7,1°C, јулске око 17,6°C. Просечна годишња сума падавина је 599 мм, док вегетациони период у просеку траје 184 дана.
На територији овог рејона налази се део развођа између Балтичког и Црноморског слива, односно басени река Западна Двина и Дњепар. Најважнији водоток је река Аута. Од укупно 106 језера која се налазе на овом подручју издвајају се Дуго језеро које је са максималном дубином од преко 53 метра уједно и најдубље језеро у Белорусији и језеро Шо. Географски значајан локалитет је и Журављовска мочвара.

## Историја
Рејон је формиран 15. јануара 1940. године.

## Демографија
Према резултатима пописа из 2009. на том подручју стално је било насељено 41.043 становника или у просеку 23 ст/км².
| 1959.  | 1970.  | 1979.  | 1989.  | 1999.  | 2009.  | 2014.   |
| ------ | ------ | ------ | ------ | ------ | ------ | ------- |
| 63.014 | 60.513 | 56.755 | 51.981 | 49.996 | 41.043 | 38.456* |

Напомена: * према процени националног завода за статистику.
Основу популације чине Белоруси са 84,51%, Пољаци 10,25% и Руси са 3,2% док остали чине 1,04% популације.
Административно, рејон је подељен на подручје града Глибокаје који је уједно и административни центар и на варошицу Падсвиле, и на 12 сеоских општина. На територији рејона постоји укупно 418 насељених места.

## Саобраћај
Најважнији друмски правци који пролазе преко територије рејона су Полацк—Маладзечна, Полацк—Виљњус (ЛТУ) и Браслав—Бјагомљ.